# Iaito
Iaito (居合刀, iaitō) er et moderne metal træningssværd, uden en skarp kant, primært til brug for iaido. Iaito er en efterligning af det japanske sværd ("samurai-sværd"), katana.

## Materiale og fremstilling
De fleste iaito er fremstillet af aluminium-zink blanding, der er billigere og lettere i forhold til metallet stål.
Meirin Sangyo Company hævder, at de er det firma, der var den første producent af iaito.

## Wikipedia filer
| Våben | Spire Denne artikel om våben er en spire som bør udbygges. Du er velkommen til at hjælpe Wikipedia ved at udvide den. |